# Космос-1670
Космос-1670 је један од преко 2400 совјетских вјештачких сателита лансираних у оквиру програма Космос.
Космос-1670 је лансиран са космодрома Тјуратам, Бајконур, СССР, 1. августа 1985. Ракета-носач је поставила сателит у орбиту око планете Земље. 